# Mike Miller (Schots golfer)

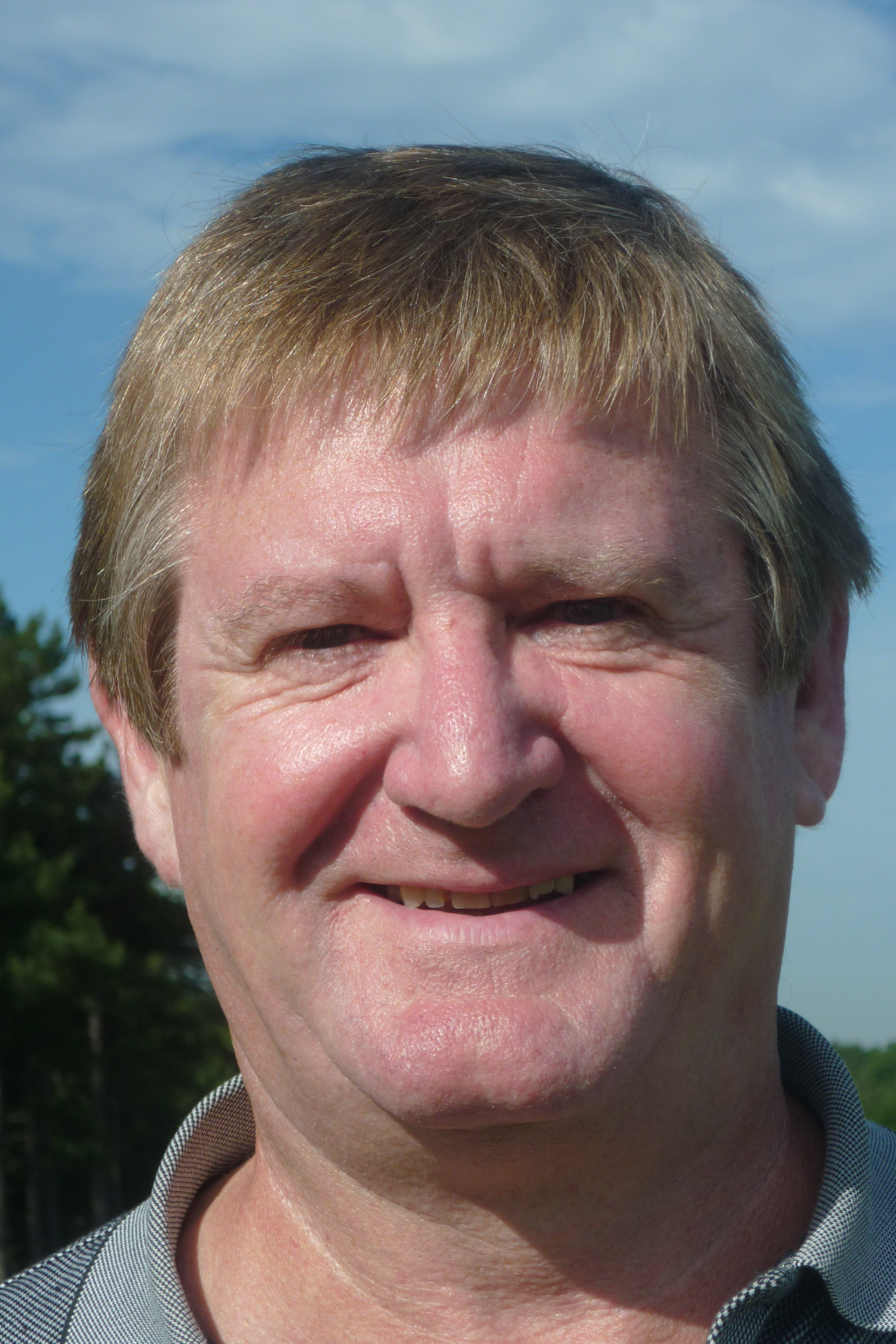
Miller op het Dutch Senior Open 2010

Mike Miller (Lenzie, 22 april 1951) is een Schotse professioneel golfer.

## Carrière
Miller werd in 1978 professional. In 1979 behaalde hij bijna zijn eerste overwinning op de Welsh Golf Classic maar verloor de play-off van Mark James. Hij won dat jaar de Sir Henry Cotton Rookie of the Year Award.
Mike Miller speelt sinds 2001 op de Europese Senior Tour.

## Gewonnen
Challenge Tour
- 1996: Kenya Open

European Senior Tour
- 2003: Nigel Mansell Classic Presented by Sunseeker International

Elders
- 1981: Sierra Leone Open
- 1982: Sierra Leone Open
- 1987: Northern Open (Schotland)
- 1998: Sunderland of Scotland Masters
- 2001: Scottish PGA Seniors Championship